# Port de Central Romana
Le port de Central Romana ou Central Romana Port est un petit port industriel fluvial privé, situé dans la ville de La Romana, en République dominicaine.

## Gestion
Le port de La Romana est une propriété privée, mais néanmoins supervisée par l'Autorité portuaire dominicaine pour sa gestion.

## Histoire et usages du port
Il a été construit dans les années 1950 par Gulf+Western (créée en 1911 et aujourd'hui devenu Central Romana Corporation).
Ce port a d'abord été  exclusivement destiné à l'industrie sucrière (exportation du sucre essentiellement). Et plus récemment, alors que l'aéroport international Casa de Campo  facilitait la venue des touristes à La Romana, Central Romana Corp. a adjoint un nouveau terminal touristique permettant de transporter les gens vers l'Île Catalina
Le port dispose désormais de deux terminaux, dénommés 
1. Muelle Comercial : port commercial, destiné au transit de marchandises générales, de conteneurs, et participe à l'exportation de carburant/diesel et de sucre ;
2. Terminal Turistica : terminal touristique accueillant ferries et navires de croisières

## Propriétaire
Ce port appartient à l'entreprise sucrière Central Romana Corporation, qui possède de nombreuses plantations de canne à sucre et la plus grande sucrerie du pays. 
Cette entreprise a été dirigée par Carlos Morales Troncoso, qui fut tantôt ou à la fois industriel, homme d'affaires, ambassadeur et/ou vice-président du pays. 
Grâce à ce port notamment, Morales Troncoso a tiré, avec sa famille, de l'industrie sucrière de l'île une partie de sa fortune, en utilisant des méthodes qui lui ont été parfois vivement reprochées (l'entreprise propriétaire du port a été maintes fois dénoncée pour des soupçons et des faits d'expulsions et de violations des droits de l'homme ; achat d'êtres humains y compris, pour les faire travailler dans les plantations).
Récemment (octobre 2021), les Pandora Papers ont révélé que la fortune de la famille Morales Troncoso a d'abord été cachée du fisc et gérée en offshore dans des fiducies basées aux Bahamas, puis transférée par la famille en 2019 aux Etats-Unis, dans un Etat-paradis fiscal (Dakota du Sud), peu après que les Bahamas aient voté une loi imposant aux entreprises offshore (et à certaines fiducies) d'identifier leurs propriétaires dans un registre gouvernemental centralisé (ce qui pourrait rendre plus difficile l'évitement de l'impôts par les entreprises concernées). 

## Informations sur le port
- Emplacement : 18°25′0″N 68°57′35″W / 18.41667°N 68.95972°W
- Heure locale : UTC-4
- Météo/climat/vents dominants : Du 15 mai au 15 septembre
- Climat : majoritairement ensoleillé, tropical. La saison des ouragans s'étend de juin à novembre
- Vents dominants : direction ENE–ESE
- Plage de température moyenne : 28-30 °C